# Escarigo (Figueira de Castelo Rodrigo)
Escarigo é uma localidade portuguesa do Município de Figueira de Castelo Rodrigo que foi sede da extinta Freguesia de Escarigo, freguesia que tinha 17,35 km² de área e 99 habitantes (2011), e, por isso, uma densidade populacional de 5,7 hab/km².
A Freguesia de Escarigo foi extinta em 2013, no âmbito de uma reforma administrativa nacional, para, em conjunto com a Freguesia de Almofala, formar uma nova freguesia denominada União das Freguesias de Almofala e Escarigo com sede em Almofala.

## Situação geográfica
Escarigo situa-se junto à fronteira com Espanha, na margem esquerda da Ribeira de Tourões, com nascente em Nave de Haver e desagua no rio Águeda, na zona mais ocidental do Município de Figueira de Castelo Rodrigo. Dispõe na actualidade, de bons acessos rodoviários às localidades espanholas mais próximas. Fica a 3 quilómetros de La Bouza, a 100 da cidade de Salamanca e a 300 de Madrid.
Em Portugal confina com as freguesias de Almofala e Vermiosa, a 3 e 5 km, respectivamente.
O seu topónimo deve ser proveniente de um nome pessoal Hispano-Visigótico “ASCARIUS” que se usou até finais do Século XI no noroeste peninsular.
A povoação está muito bem apetrechada ao nível do saneamento básico, electricidade, telefone, e água ao domicílio, o que lhe confere, a esse nível uma excelente qualidade de vida. Conta ainda, com uma casa particular, especialmente preparada para o turismo de habitação rural, a “Casa do Ribeiro”.

## História
Escarigo foi em tempos um grande entreposto comercial, teve a indústria do linho, de chapéus, de sabão, a par de uma agricultura que ocupava uma boa parte da sua população residente. No entanto, as lutas pela restauração da independência em consequência da união dos reinos ibéricos, concretizada em 1580, ditariam o seu declínio sessenta anos depois, devido a várias circunstâncias, sendo especificamente apontadas, o temor da guerra e o facto dos seus habitantes teriam jurado fidelidade ao rei Filipe de Portugal e Espanha, no momento em que se desagregava a monarquia dualista então vigente.
Durante a Guerra da Restauração (1640 – 1668), o povoado foi completamente arrasado, ficando apenas intacta a Igreja Matriz, por razões compreensíveis, (o cristianismo de ambas as partes em conflito), mais precisamente, em 17 de Outubro de 1642.
No “Numeramento” (censos da população) de 1758 o pároco Manuel Ferreira da Silva escrevia”… que Escarigo já fora uma Lisboa – a pequena, terra de grandes tratos e fabriquetas e, que esse apelido tinha sido posto à então grande povoação pela gente mui numerosa e de grandeza que aqui vivia. Dizem que nesta terra assistiam os ministros que hoje governam a vila de Castelo Rodrigo e que na mesma havia homens cavaleiros e de distinção e muitos nobres e de grandes cabedais, assim em dinheiro como em fazendas… o que arruinara Escarigo fora esse tal 1640, que os grandes da terra, ao tempo designados de “sete capas de veludo”, por temor fronteiriço e pouca fé na pátria, se tinham logo largado correndo a Castela para reiterar obediência ao rei Filipe…”.

## Património

### Igreja Matriz de São Miguel de Escarigo
A Igreja Matriz de Escarigo é também conhecida por Igreja de S. Miguel. Este imóvel de interesse público, de planta longitudinal, tem nave única, sacristia e uma imponente torre sineira. Como características particulares destaca-se o tecto da capela-mor; os retábulos e o púlpito com talha dourada e policromada. No património destaca-se o pelourinho, um monumento da guerra de 1640 a capela do Senhor Santo Cristo, a Capela de S. Sebastião, a Capela de S. Simão e o imponente Cruzeiro de Santo Alvim. A Igreja é mencionada em 1395 estando incorporada na relação das igrejas do termo do Castelo Rodrigo. Nela podemos aprecia peças de arte sacra importantíssimas, destacando-se de tudo o conjunto artístico, o altar-mor de estilo barroco, com talha dourada, onde sobressaem esculturas interessantes, como por exemplo a de S. Miguel, padroeiro da localidade, o tecto luso-mourisco é um dos poucos exemplares existentes em Portugal; O altar do Senhor do Veloso, a escultura do mártir S. Sebastião e mesmo a sacristia são bem elucidativos da grandiosidade da povoação, pelo arcaz existente, havendo somente um similar na Sé Catedral da cidade de Viseu.
Muitas das peças artísticas indiciam origem que vai muito para além da arte popular, debatendo-se a ideia de algumas delas pertencerem à escola do célebre pintor renascentista, Grão-Vasco.
A igreja foi recentemente recuperada pelo IPAR, (Instituto do Património Arquitectónico de Portugal), mercê dos apoios financeiros provenientes do programa INTERREG. A imponente igreja de Escarigo revela-nos, um dos mais belos exemplares portugueses de tectos de marcenaria hispano-árabe (alfarge), sendo conhecidos, apenas 02 de qualidade superior, um na Sé Catedral da Cidade do Funchal na ilha da Madeira e outro no Palácio Nacional de Sintra.
A laçaria é graciosa, original e encontra-se em muito bom estado de conservação.
A arte mudéjar caracteriza-se pela influência estética e das técnicas muçulmanas em terra cristã.
São maravilhosas estas coberturas, pela minúcia, pelo intenso cromatismo, luxo e jogo geométrico. Os tectos desta e de outras igrejas do género foram provavelmente elaborados no tempo do rei venturoso D. Manuel I de Portugal, no século XVI, época em que se construíram verdadeiras obras de arte em Portugal.
José Saramago, sobre este assunto, afirmou:
| “ | A igreja tem um retábulo barroco dos mais belos que o viajante viu até agora. Se tudo isso tivesse o vulgar e banal dourado-uniforme, não mereceria mais do que o olhar a quem não fosse especialista. Mas a policromia da talha à tão harmoniosa nos seus tons de vermelho, azul e ouro, com toques de verde róseo, que se pode estar uma hora a examiná-lo sem fadiga | ” |

.

## População
| Totais e grupos etários | Totais e grupos etários | Totais e grupos etários | Totais e grupos etários | Totais e grupos etários | Totais e grupos etários | Totais e grupos etários | Totais e grupos etários | Totais e grupos etários | Totais e grupos etários | Totais e grupos etários | Totais e grupos etários | Totais e grupos etários | Totais e grupos etários | Totais e grupos etários | Totais e grupos etários |
| ----------------------- | ----------------------- | ----------------------- | ----------------------- | ----------------------- | ----------------------- | ----------------------- | ----------------------- | ----------------------- | ----------------------- | ----------------------- | ----------------------- | ----------------------- | ----------------------- | ----------------------- | ----------------------- |
|                         | 1864                    | 1878                    | 1890                    | 1900                    | 1911                    | 1920                    | 1930                    | 1940                    | 1950                    | 1960                    | 1970                    | 1981                    | 1991                    | 2001                    | 2011                    |
|                         | 385                     | 419                     | 443                     | 507                     | 552                     | 483                     | 380                     | 444                     | 476                     | 383                     | 184                     | 202                     | 129                     | 124                     | 99                      |
| i)                      |                         |                         |                         |                         |                         |                         |                         |                         |                         |                         |                         |                         |                         | 10                      | 9                       |
| ii)                     |                         |                         |                         |                         |                         |                         |                         |                         |                         |                         |                         |                         |                         | 5                       | 4                       |
| iii)                    |                         |                         |                         |                         |                         |                         |                         |                         |                         |                         |                         |                         |                         | 44                      | 28                      |
| iv)                     |                         |                         |                         |                         |                         |                         |                         |                         |                         |                         |                         |                         |                         | 65                      | 58                      |

```
i)
 0 aos 14 anos;
 ii)
 15 aos 24 anos; 
iii)
 25 aos 64 anos; 
iv)
 65 e mais anos
```

## Caracterização
- Edifícios: 130 (2001)
- Núcleos Familiares Residentes: 41 (2001)
- Actividades económicas: agricultura e pecuária

## Festas e Romarias
- Nossa Senhora das Neves (1º Fim de Semana de Agosto) e S. Sebastião (Janeiro)